# Malsburg-Marzell
Malsburg-Marzell (în alemanică Malschburg-Marzell) este o comună din landul Baden-Württemberg, Germania.

## Istorie
Malsburg și Marzell au fost două așezări învecinate unei a treia, care astăzi este și ea parte componentă a comunei, sub numele de Kaltenbach. Aceasta a fost reședința dinastică a casei de Kaltenbach. 